# Craigmont
Craigmont és una població dels Estats Units a l'estat d'Idaho. Segons el cens del 2000 tenia 556 habitants.

## Demografia
Segons el cens del 2000, Craigmont tenia 556 habitants, 225 habitatges, i 157 famílies. La densitat de població era de 286,2 habitants per km².
Dels 225 habitatges en un 31,6% hi vivien nens de menys de 18 anys, en un 60,9% hi vivien parelles casades, en un 6,2% dones solteres, i en un 30,2% no eren unitats familiars. En el 23,6% dels habitatges hi vivien persones soles el 10,7% de les quals corresponia a persones de 65 anys o més que vivien soles. El nombre mitjà de persones vivint en cada habitatge era de 2,47 i el nombre mitjà de persones que vivien en cada família era de 2,94.
Per edats la població es repartia de la següent manera: un 26,6% tenia menys de 18 anys, un 5,8% entre 18 i 24, un 28,1% entre 25 i 44, un 24,3% de 45 a 60 i un 15,3% 65 anys o més.
L'edat mediana era de 39 anys. Per cada 100 dones de 18 o més anys hi havia 105 homes.
La renda mediana per habitatge era de 31.806 $ i la renda mediana per família de 36.719 $. Els homes tenien una renda mediana de 36.250 $ mentre que les dones 21.250 $. La renda per capita de la població era de 16.548 $. Aproximadament el 12,9% de les famílies i el 13% de la població estaven per davall del llindar de pobresa.

## Poblacions més properes
El següent diagrama mostra les poblacions més properes.